# Anton Scheiblin
Anton Scheiblin (* 23. Oktober 1894 in St. Pölten, Österreich-Ungarn; † 30. Dezember 1967 in Wien) war österreichischer Politiker (SPÖ) und Mittelschullehrer. Er war von 1957 bis 1959 Abgeordneter zum Österreichischen Nationalrat.

## Leben
Anton Scheiblin besuchte nach der Volksschule eine Mittelschule und absolvierte danach die Lehrerbildungsanstalt St. Pölten. 1913 legte er die Matura ab und war in der als Substitut an verschiedenen Landesschulen des Bezirkes Sankt Pölten tätig. Scheiblin nahm als Offizier im Ersten Weltkrieg teil. Ab 1918 arbeitete Scheiblin als Volksschullehrer, 1927 wurde er Hauptschullehrer. In den 1920ern war er an den Schulreformen in Österreich beteiligt. Scheiblin gehörte bis 1932/33 der Freimaurerloge „Kosmos“ in St. Pölten an, habe sich aber Berichten aus der NS-Zeit zufolge gegen die Aufnahme von Juden in die Loge gewehrt und wurde daraufhin ausgeschlossen. Im Zweiten Weltkrieg meldete sich Scheiblin freiwillig zur „Ostfront“, obwohl er zu 30 % Kriegsinvalide war. Er diente nach eigenen Angaben als Oberleutnant zwischen Juli 1942 und Februar 1943 im „Partisaneneinsatz“, wurde zwischenzeitlich im Jänner 1943 zum Hauptmann befördert und anschließend aufgrund einer Erkrankung nach Frankreich verlegt, bevor er im Juni 1943 aus der Wehrmacht entlassen wurde. Sein Aufnahmeantrag in die NSDAP wurde im November 1943 mit Hinweis auf seine Freimaurer-Tätigkeit abgelehnt.
Nach dem Zweiten Weltkrieg wurde er 1945 Lehrerbildner an der Bundeslehrerbildungsanstalt Wien III. 1955 wurde ihm der Berufstitel Oberstudienrat verliehen. Scheiblin war weiters 1924 Begründer der pädagogischen Zeitschrift Die Arbeitsgemeinschaft und gründete 1962 das Bezirksmuseum Penzing. Des Weiteren war er ab 1963 Leiter der Penzinger Museumsblätter und verfasste mehrere Arbeiten über die Geschichte Penzings. Er vertrat die SPÖ zwischen dem 14. Oktober 1957 und dem 9. Juni 1959 im Nationalrat.
In Sankt Pölten wurde die Anton Scheiblin-Gasse ⊙ und 1982 in Wien-Penzing der Scheiblinweg nach ihm benannt.